# جون غاردنر فورد
جون غاردنر فورد (بالإنجليزية: John Gardner Ford)‏ هو شخصية أعمال أمريكي، ولد في 16 مارس 1952.